# دولت در تبعید مشترک‌المنافع فیلیپین
دولت در تبعید مشترک‌المنافع فیلیپین (انگلیسی: Government in exile of the Commonwealth of the Philippines) ادامه دولت  فیلیپین مشترک‌المنافع پس از نقل مکان آنها از کشور در طول جنگ جهانی دوم بود.  فیلیپین مشترک‌المنافع خودگردانی داشت، اگرچه تحت کنترل نهایی ایالات متحده آمریکا بود.
در جریان  نبرد فیلیپین (۴۲–۱۹۴۱) توسط امپراتوری ژاپن، دولت پس از فرار داگلاس مک‌آرتور از فیلیپین در مارس ۱۹۴۲، به استرالیا نقل مکان پیدا کرد.